# Fimbria hippocampi

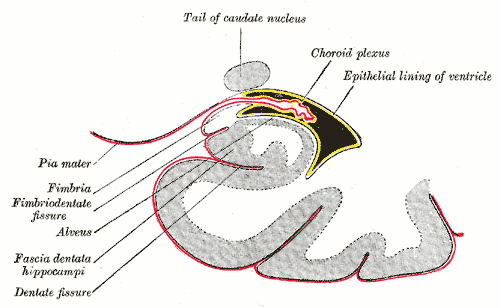
Hippocampus-Formation

Die Fimbria hippocampi, auch Fimbria fornicis, sind eine dünne Lamelle weißer Substanz, die am Ende des Balkens den Anfang des Fornix bilden. Sie liegt dem Gyrus dentatus auf und dient dem Plexus choroideus der Seitenventrikel als Ansatz. Die Fimbria hippocampi gehören zum Subiculum und damit zum limbischen System und bestehen aus Faserbündeln des Alveus.